# Campus Bildung und Gesundheit
Koordinaten: 47° 31′ 32″ N, 7° 36′ 38″ O; CH1903: 612949 / 263883
Der Campus Bildung und Gesundheit in Münchenstein in der Schweiz ist eine Bildungseinrichtung für mehrere Berufe in dem Bereich Gesundheit.

## Campus Aufbau
Der Campus besteht aus zwei Gebäuden, in welchen sich vier Organisationen, namentlich die Berufsfachschule Gesundheit (BfG), das Bildungszentrum Gesundheit (BZG), die Berner Fachhochschule (BFH) und die OdA Gesundheit beider Basel (OdA) gemeinsam der Bildung im Gesundheitsbereich widmen. Damit ist der Campus schweizweit einzigartig, denn er bietet unter einem Dach Ausbildungen beginnend mit dem eidgenössischen Berufsattest (Sekundarstufe II) bis hin zum Bachelor of Science (Tertiärstufe) an.

## Bildungsangebote

### Berufliche Grundbildung
Im Anschluss an die obligatorische Schulzeit bietet der Campus eine Vielzahl von Bildungsangeboten im Bereich der beruflichen Grundbildung an. Diese ermöglichen den Lernenden, sich in verschiedenen Berufsfeldern auszubilden. Zu den angebotenen Grundbildungen zählen die Ausbildung zur Assistentin bzw. zum Assistenten Gesundheit und Soziales mit eidgenössischem Berufsattest (EBA).
Die Ausbildung zur Fachfrau / zum Fachmann Gesundheit (FaGe) mit eidgenössischem Fähigkeitszeugnis (EFZ) ist ein weiteres bedeutendes Bildungsangebot. Diese Ausbildung bereitet die Lernenden auf Tätigkeiten im Gesundheitswesen vor und vermittelt sowohl das theoretische Wissen wie auch die praktischen Fähigkeiten, die für die Arbeit in der Pflege und Betreuung benötigt werden.
Ein weiteres wichtiges Bildungsangebot, welches im Campus im Rahmen der beruflichen Grundbildung angeboten wird, ist die Berufsmaturität für den Bereich Gesundheit und Soziales. Diese Ausbildung ermöglicht es den Absolventinnen und Absolventen, eine breite Allgemeinbildung zu erlangen und gleichzeitig einen vertieften Einblick in spezifische Themenbereiche des Gesundheits- und Sozialwesens zu erhalten. Mit der absolvierten Berufsmaturität ist es möglich an Fachhochschulen zu studieren.
Es gibt drei verschiedene Möglichkeiten die Berufsmaturität zu absolvieren.
Man kann sie während der Ausbildungszeit zum EFZ abschliessen. Dabei muss man in der Berufsschule die allgemein bildenden Fächer nicht besuchen, da diese in der Berufsmaturität vertieft behandelt werden. Eine weitere Möglichkeit ist es, die Berufsmaturität nach Abschluss einer EFZ-Lehre zu machen. Dies entweder in Vollzeit in einem Jahr oder in Teilzeit auf zwei Jahre verteilt.

### Höhere Berufsbildung
Im Bereich der höheren Berufsbildung bietet der Campus eine breite Palette an Bildungsangeboten, die es den Studierenden ermöglichen, sich auf anspruchsvolle Berufe in verschiedenen Fachrichtungen im Gesundheitsbereich vorzubereiten. Zu den angebotenen Lehrgängen zählen unter anderem jene zur Pflegefachfrau HF / zum Pflegefachmann HF (Diplom einer Höheren Fachschule).
Ein weiterer Lehrgang ist die Ausbildung zur medizinisch-technischen Radiologiefachfrau HF / zum medizinisch-technischen Radiologiefachmann HF (Diplom Höhere Fachschule). Diese Ausbildung vermittelt den Studierenden die erforderlichen Kompetenzen, um z. B. in Krankenhäusern oder Radiologiezentren, radiologische Untersuchungen und medizinische Bildgebungsverfahren durchzuführen.
Ausserdem bietet der Campus den Lehrgang der biomedizinischen Analytik mit dem Diplom der Höheren Fachschule an. Diese Ausbildung befähigt die Studierenden in medizinischen Laboratorien zu arbeiten, wo sie für die Durchführung von diagnostischen Tests und Analysen verantwortlich sind, die zur Diagnose und Überwachung von Krankheiten benötigt werden.

### Hochschulbildung

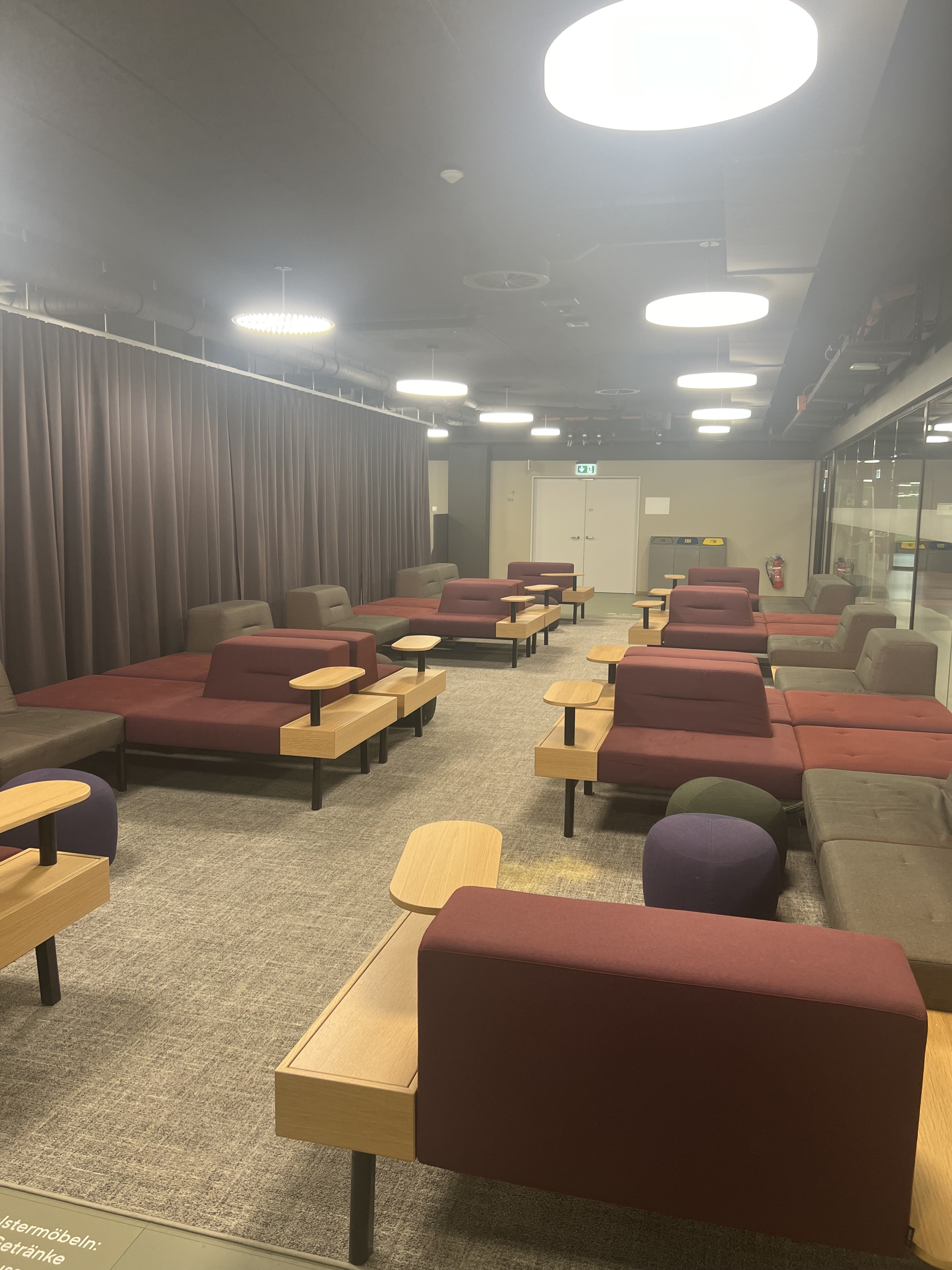
Lounge im Campus Bildung Gesundheit

Der Campus ermöglicht es verschiedene Bachelor of Science FH Studiengänge zu absolvieren, wie z. B. Pflege oder Physiotherapie. Diese Studiengänge bereiten die Studierenden darauf vor, qualifizierte Fachkräfte im Gesundheitswesen zu werden. Der Bachelor of Science FH in Pflege vermittelt fundierte Kompetenzen für die Gesundheits- und Krankenpflege. Der Studiengang Physiotherapie FH wiederum qualifiziert die Studierenden in der Behandlung von körperlichen Beeinträchtigungen durch Bewegung und Therapie.

## Geschichte
Die Direktionen der drei Basler Bildungsorganisationen bekannten sich im Januar 2018 zu einer Kooperation. Die Kantone Basel-Stadt und Basel-Landschaft entschieden schlussendlich im Januar 2020, dass keine Fusionierung der einzelnen Organisationen vorgenommen, sondern ein gemeinsamer Campus entstehen soll, in welchem die drei Organisationen eigenständig bleiben.
Im Januar 2022 schloss die Berner Fachhochschule BFH einen Kooperationsvertrag mit dem Erziehungsdepartement des Kantons Basel-Stadt ab und wurde die vierte Bildungsorganisation auf dem Campus.
Am 31. Juli 2023 war der Studienstart für die Studierenden Pflege HF des BzG im neuen Campus. Kurz danach, am 14. August 2023, begann auch der Unterricht für die Lernenden der BfG und die Studierenden BMA HF und MTRA HF des BzG im neuen Campus.